# Serik Konakbayev
Serik Kerimbekovič Konakbayev (in russo Серик Керимбекович Конакбаев?; in kazako Серік Керімбекұлы Қонақбаев?; Pavlodar, 25 ottobre 1959) è un ex pugile kazako che ha gareggiato per l'Unione Sovietica.

## Carriera
Nel 1979, a Colonia, conquista il titolo europeo di pugilato dilettanti nei Pesi superleggeri, battendo l'italiano Patrizio Oliva, con un verdetto ritenuto scandaloso dagli osservatori italiani.
Favorito l'anno successivo per la conquista della medaglia d'oro alle Olimpiadi di Mosca 1980, sempre nei superleggeri, è stavolta superato dalla classe superiore del napoletano e deve accontentarsi della medaglia d'argento. In particolare, la terza e ultima ripresa è il capolavoro tattico di Oliva che, con una "danza di guerra", ne fa saltare i consolidati schemi pugilistici (4-1 il verdetto dei giudici).
Nel 1981, a Tampere, conquista il titolo europeo nei Pesi welter. Ai Campionati mondiali di pugilato dilettanti 1982 a Monaco di Baviera è sconfitto in finale dallo statunitense Mark Breland, futuro campione olimpico a Los Angeles 1984.
Non è mai potuto passare tra i professionisti non essendo ciò consentito, all'epoca, nei paesi a regime comunista.